# Сталинградски валс
Сталинградски валс (на руски: Сталинградский вальс) е песен на руски език, изпълнявана по фронтовете по време на Великата отечествена война.
Акордеонистът Иван Андреевич Авдеев един от изпълнителите. Роден на 9 май 1927 г. в село Качалинская, Сталинградска област. През 1944 г. е призован на фронта. Мобилизиран е през 1944 г., а през 1946 г. той е ранен, получава два куршума в стомаха и попада в болница, където е записан с името Сергей. По-големият брат на Иван Андреевич умира в Унгария през 1945 г. Андреевич участва в битките до края на войната и почива на 8 март 2005 г. Неговият син дава песента на акордеониста Юрий Шчербаков.
Виктор Драгунски, който в състава на можайската милиция копае фортификации, основава малка театрална трупа. Към 1948 г. неговият ансамбъл за литературна и театрална пародия се нарича „Синя птица“. По това време той пише не само текстове в проза, но и композира музика към песни. Заедно с поетесата Людмила Давидович създава много текстове, включително „Сталинградски валс“.

## Бенда
| Инструмент          | Артист                          |
| ------------------- | ------------------------------- |
| Вокал               | Юрий Шчербаков, Гарик Сукачов   |
| Баян                | Юрий Шчербаков                  |
| Акордеон            | Владимир Тирон                  |
| Барабани            | Дмитрий Сланский                |
| Клавишни            | Лана Шеманкова                  |
| Контрабас           | Тимур Поповкин                  |
| Китара, мандолина   | Николай Вербицкий               |
| Електрическа китара | Гарик Сукачов                   |
| Туба, тромбон       | Алексей Панкратов               |
| Тръба               | Ярослав Волковиский             |
| Бек-вокали          | Анжелика Маркова, Алла Майорова |